# Herneith
Herneith (Hr Nj.t, "El rostre de Neith") va ser una possible reina egípcia de la I dinastia. El nom Herneith significa.
| D2 | R25 |

| D2 | R25 |

A la possible tomba de Herneith a Saqqara el seu nom va aparèixer gravat en un gerro, mentre que a Abidós el seu nom es troba escrit juntament amb el nom de Djer; la interpretació dels seus noms escrits junts continua sent controvertida i ni tan sols és segur que Herneith es refereixi a una dona i, per tant, a una reina.
No se sap qui eren els pares d'Herneith. Es creu que va ser una reina consort de Djer, però no hi ha proves concloents. Tyldesley proposa que Herneith fos mare de Den, tot i que es generalment es creu que la seva mare va ser Merneith.
Grajetzki esmenta que tot i que Herneith és coneguda per la seva tomba a Saqqara i el seu nom es troba juntament amb signes que poden referir-se al seu paper de reina, interpretar amb confiança aquesta informació ha resultat difícil per a l'egiptologia. Si les interpretacions són correctes, Herneith podria haver tingut els títols de "La primera" i "Consort dels dos senyors".
Es creu que una gran tomba a Saqqara (tomba S3507) pertany a Herneith. Les inscripcions dels gerros trobats a la tomba mencionen el rei Djer, el rei Den i el rei Qa'a. La tomba és una mastaba de fang. No obstant això, dins de l'estructura s'hi va trobar un túmul en forma de piràmide, cobert amb maó. Aquesta combinació de mastaba i túmul funerari representa una combinació de l'arquitectura funerària del nord (mastaba) i la del sud (túmul).